# Lift Off
"Lift Off" é uma canção dos rappers norte-americanos Jay-Z e Kanye West com a participação de Beyoncé, a música foi lançada dia 23 de Agosto de 2011 como single nas rádios urbanas.

## Recepção da crítica
"Lift Off" recebeu criticas mista. Kyle Anderson do Entertainment Weekly destaca a participação de Beyoncé na música, para ele a canção "quase se sufoca em meio a auto importância, mas é resgatada por Beyoncé, que chicoteia o refrão com um cinto tão poderoso que você acha que insultou sua mãe". Andy Kellman da AllMusic considerou a canção "uma confusão bombástica" cantado confrontos vocais contra um gancho triunfante de Beyoncé.

## Faixas
| Download digital |                          |         |  |
| N.º              | Título                   | Duração |  |
| 1.               | "Lift Off" (com Beyoncé) | 4:26    |  |

## Desempenho comercial
| Parada (2011)                                        | Melhor posição |
| ---------------------------------------------------- | -------------- |
| Austrália - Australian Singles Chart                 | 81             |
| Coreia do Sul - South Korea Gaon International Chart | 1              |
| Estados Unidos - Bubbling Under Hot 100 Singles      | 21             |
| Estados Unidos - Rap Digital Songs                   | 27             |
| Estados Unidos - R&B/Hip-Hop Digital Songs           | 35             |
| Japão - Japan Adult Contemporary Airplay             | 47             |
| Reino Unido - UK Singles Chart                       | 48             |
| Reino Unido - UK R&B Singles Chart                   | 15             |

| Parada (2011)                                        | Posição |
| ---------------------------------------------------- | ------- |
| Coreia do Sul - South Korea Gaon International Chart | 49      |